# Stephanie Murphy
Stephanie Murphy, född Đặng Thị Ngọc Dung 16 september 1978 i Ho Chi Minh City i Vietnam, är en amerikansk politiker från Florida. 
Stephanie Murphys familj emigrerade från Vietnam som båtflykting 1979, när hon var sex månader gammal. Deras båt fick bränslebrist, och passagerarna togs ombord till havs på ett amerikanskt marinfartyg. Familjen slog sig ned i norra Virginia, där Stephanie Murphy växte upp.
Hon studerade på College of William & Mary i Williamsburg i Virginia, med en kandidatexamen i företagsekonomi, och på Georgetown University, med en magisterexamen i utrikespolitik. Hon arbetade därefter på USA:s försvarsdepartement, i ett finansföretag i Florida och som lärare i företagsekonomi på Rollins College i Winter Park i Florida.
Stephanie Murphy  blev ledamot av Representanthuset för det Demokratiska partiet 2016.
Hon är gift med Sean Murphy och har två barn.